# Troels Fink
Troels Marstrand Trier Fink (18. april 1912 i Aabenraa – 26. oktober 1999 smst) var en dansk historiker, søn af arkitekt Jep Fink og broder til Dan Fink.
Fink blev kandidat i historie i 1936 og dr.phil. med disputatsen Udskiftningen i Sønderjylland indtil 1770 fra 1941, der blev indledningen til et langt forfatterskab om Sønderjyllands historie og dansk politisk historie.
Efter at have været ansat som sekretær i Det sønderjyske Politiadjudantur fra 1936 – 1938 og sekretær i Sønderjyske Danske Samfund blev Fink fra 1946 og et par år frem fuldtidsansat i Udenrigsministeriet, hvorefter han som konsulent spillede en stor rolle i udarbejdelse af København-Bonn Erklæringerne i 1955. Samtidig var han 1942-1959 knyttet til Aarhus Universitet som underviser, først som lektor, fra 1946 som docent og fra 1950 som professor. Her var han involveret i etableringen af Erhvervsarkivet, omdannelsen af Jysk Selskab, etableringen af en journalistuddannelse (der i 1962 blev til Danmarks Journalisthøjskole) og statskundskabsstudiet og endelig var stærkt medvirkende til, at Aarhus Universitet fik foræret Sandbjerg Gods i 1954.
1959-1975 var han dansk generalkonsul i Flensborg, hvor han bl.a. medvirkede til oprettelsen af studieafdelingen ved Dansk Centralbibliotek for Sydslesvig. I 1976 fik han oprettet Institut for Grænseregionsforskning i Åbenrå, som han blev leder af frem til 1979. 28. februar 1952 blev han optaget som medlem af Det kongelige danske Selskab for Fædrelandets Historie. Han var Ridder af Dannebrog.
I april 1945 blev Finks hus i Århus sprængt i luften som led i den tyske Schalburgtage pga. hans engagement i Sønderjyske Danske Samfund.
Fink er begravet på Mariebjerg Kirkegård i Gentofte.

## Udvalgt bibliografi
- Udskiftningen i Sønderjylland indtil 1770, 1941
- Rids af Sønderjyllands historie, 1943
- Sønderjylland siden genforeningen, 1955
- Spillet om dansk neutralitet, 1959
- Ustabil balance, 1961
- Da Sønderjylland blev delt (3 bind), 1978-1979 ISBN 87-87637-20-0
- Estruptidens politiske historie (2 bind), Odense Universitetsforlag:Odense 1986 ISBN 87-7492-581-4
- Båndene bandt: forbindelsen over Kongeåen 1864-1914, Institut for grænseregionsforskning:Åbenrå 1999 ISBN 87-90163-76-1
- Forhandlingerne mellem Danmark og Tyskland i 1955 om de slesvigske mindretal, Selskabet for Udgivelse af Kilder til Dansk Historie:København 2001 ISBN 87-7500-182-9 (oprindelig udgivet i 1959 til fortrolig brug i Udenrigsministeriet)